# پاول گرومر
پاول گرومر (آلمانی: Paul Grümmer؛ ۲۶ فوریه ۱۸۷۹ – ۳۰ اکتبر ۱۹۶۵) موسیقی‌دان، نوازندهٔ ویولنسل و مدرس موسیقی اهل آلمان بود.
او دانش‌آموختهٔ «کنسرتوار لایپزیگ» و از شاگردان یولیوس کلنگل بود و خودش بعدها، شاگردان فراوانی تربیت کرد که از آن میان، می‌توان به نیکلاوس هارننکور اشاره کرد.